# Caxias do Sul
Caxias do Sul (pronunciación en portugués: /kaˈʃias du ˈsuw/) es un municipio brasileño del sur de Brasil, ubicado en el estado de Río Grande del Sur. La ciudad fue construida donde la meseta de Vacaria comienza a fragmentarse en varios valles, atravesados por pequeños arroyos, dando como resultado una topografía muy irregular en su parte sur. El área fue habitada por los indígenas desde tiempos inmemoriales, pero fue poblada por el hombre blanco solamente en el siglo XIX, cuando el gobierno del Imperio del Brasil decidió colonizar la región con población europea. Por lo tanto, miles de inmigrantes, en su mayoría italianos de la región del Véneto, junto a otros grupos de nacionalidades como franceses, españoles y polacos que, cruzaron el mar y se instalaron en una zona casi en su totalidad virgen.
Después de un comienzo lleno de dificultades y privaciones, los inmigrantes fueron capaces de establecer una ciudad próspera con una economía basada inicialmente en la explotación de productos agrícolas, especialmente la uva y el vino, cuyo éxito se mide en la rápida expansión del comercio y la industria en primera mitad del siglo XX. Al mismo tiempo, las raíces rurales y étnicas de la comunidad comenzaron a perder importancia en el paisaje cultural y económico, la urbanización avanzó, se formó una ilustre élite urbana y la ciudad se abrió a una mayor integración con el resto de Brasil. Durante el primer gobierno de Getúlio Vargas hubo una grave crisis entre los inmigrantes y sus primeros descendientes con el resto de Brasil, cuando el nacionalismo se destacó y las raíces culturales y étnicas de la política exterior fueron duramente reprimidas. Después de la Segunda Guerra Mundial, la situación se calmó, y los brasileños y extranjeros comenzaron a trabajar en un acuerdo por el bien común.
Desde entonces la ciudad creció rápidamente, multiplicando su población, lograr un alto desarrollo económico y humano, y hacer que su economía sea una de las más dinámicas en Brasil, estando presente en muchos mercados internacionales. También su cultura se volvió internacional, con varias instituciones de educación superior gabaritadas y la presencia de una vida con significado artístico y cultural en sus diversas manifestaciones, a pesar de los problemas típicos que experimentan las ciudades con alta tasa de crecimiento, tales como la contaminación, la aparición de barrios marginales y el aumento de la delincuencia.

## Historia

### Orígenes y Colonización

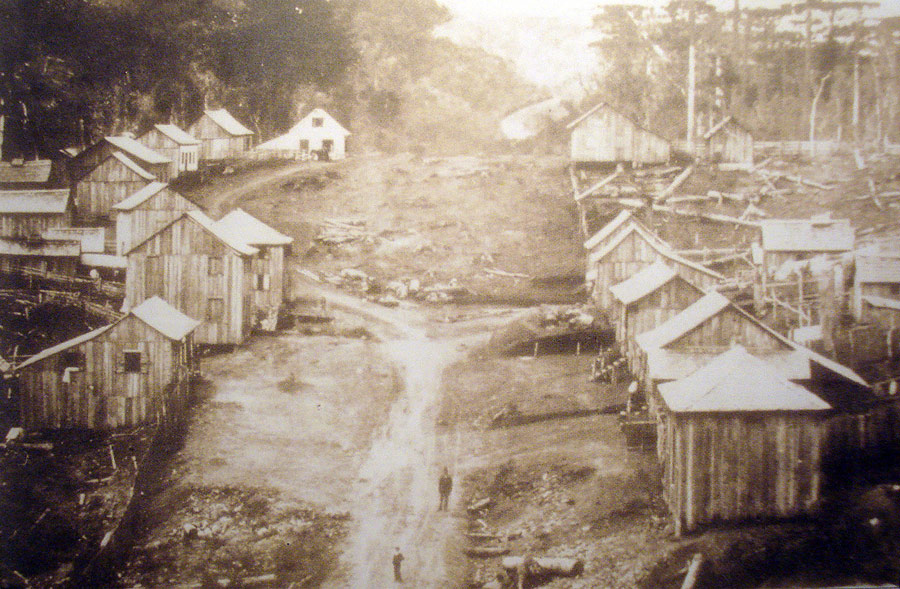
Caxias do Sul, alrededor de 1876

Antes de la llegada de inmigrantes italianos en el siglo XIX, la región fue habitada por los indígenas caingang. Luego viene su antiguo nombre: Campo de los indios. Por allí también pasaron arrieros que viajan entre el sur del estado y el centro del país. En la región, los jesuitas trataron de fundar algunas misiones, pero sin éxito. En la segunda mitad del siglo XIX, debido a la guerra de la unificación italiana, ese país europeo estaba en graves problemas sociales y económicos y los agricultores ya no podían ganarse la vida. En este momento, el gobierno imperial de Brasil decidió llevar a cabo la colonización de zonas deshabitadas del sur, fomentando la llegada de inmigrantes procedentes de Italia, tras el éxito de una iniciativa similar con la población alemana. La zona elegida entonces se conocía como Fundos de Nova Palmira, región formada por terrenos baldíos, delimitada por Campos de Cima da Serra al norte y la región de valles al sur, de colonización alemana. En 1875 llegaron los primeros colonos, en su mayor parte de la región del Véneto, después de enfrentarse a la penosa travesía del océano Atlántico, que duró aproximadamente un mes en barcos hacinados y donde las muertes por enfermedades y las malas condiciones en general eran comunes. Inicialmente, los inmigrantes se quedaron en Río de Janeiro, donde permanecieron en cuarentena en la denominada "Casa de los Inmigrantes". Embarcaron en un tren a vapor hasta el sur, llegando a Porto Alegre, donde los llevaron al antiguo puerto de Guimarães, siendo que hoy en día es la ciudad de São Sebastião do Caí. Luego subieron la sierra, atravesando una región que era en gran medida silvestre, hasta llegar a su destino: el área donde hoy es Nueva Milano en el municipio de Farroupilha. A partir de ahí, se trasladaron desde 1876 a la llamada Sede Dante, local actual de Caxias do Sul, el centro administrativo de la colonia. A continuación, fueron distribuidos en las zonas rurales que les asignaba el gobierno. Un año más tarde, ya estaban en el lugar alrededor de 2000 colonos. El 11 de abril de 1877, el nombre oficial del lugar pasó a ser Colonia de Caxias, en honor a Duque de Caxias.

### Desarrollo
Pese a alguna ayuda gubernamental, las condiciones iniciales de los inmigrantes fueron muy difíciles. Las familias permanecieron en gran medida aisladas unas de otras por la ausencia o precariedad de las carreteras. Y además desconocían el entorno silvestre en él fueron dejados, las herramientas que los colonos poseían eran primitivas y escasas, y las técnicas agrícolas traídas de Italia no se adaptaron al clima y al suelo local. Mientras que la agricultura no daba su fruto, el sustento provino de la recolección, la caza y la venta de madera. Sólo el compromiso de cada familia permitió su supervivencia en los primeros días, siendo que estas tendían a ser numerosas. Esta colonia de Caxias creció rápidamente, también por el flujo continuo de nuevos inmigrantes, a continuación, estructuró su economía sobre una base de subsistencia. Los principales productos fueron el trigo, los frijoles y el maíz, seguido por la papa, la cebada y el centeno. Se introdujeron especies frutales como castaños, membrillo, manzana, pera, naranja y cerezos, criaban gallinas, vacas, cabras, cerdos, ovejas y conejos. Había algo de mayor producción de miel y seda.
A pesar de este perfil, luego hubo un cierto desarrollo comercial e industrial en la sede urbana, en esencia, diseñada para procesar y distribuir el excedente de la producción agrícola, mostrando algunas casas de productos secos, y pequeñas fábricas como de carpintería, cerámica madera, orfebres, herreros, molinos, zapateros y sastres, que dieron a la autosuficiencia de la colonia emergentes. El resultado de esta actividad se observó en 1881 con la primera Feria Agroindustrial, el origen de la Fiesta de la Uva actual, centrado pequeñas ferias y festivales agrícolas y artesanales que tuvieron lugar en el campo. En 1883 había 93 centros comerciales en la colonia que contaba con una población de 7.359 habitantes.
El 12 de abril de 1884 perdió su estatus de colonia para que se adjuntara a la ciudad de São Sebastião do Caí como su quinto distrito, cuando tenía una población de 10.500 habitantes. Su nombre fue cambiado para Freguesia de Santa Teresa de Caxias, siendo una unidad administrativa y poseía una parroquia. El 30 de octubre de 1886 la ciudad de São Sebastião do Cai ha establecido un Código de Posturas para la parroquia de Caxias y nombró a João Muratore como su primer administrador del distrito, pero el gobierno de facto, todavía estaba en manos de los funcionarios imperiales, que vieron con desconfianza a italianos como administradores. Solamente el 20 de junio de 1890, los italianos lograron puestos en la Intendencia, iniciando así una tradición. En esa fecha, el presidente del Estado designó a la primera junta de Caxias, compuesta por los italianos Angelo Chitolina, Ernesto Sartori Marsiaj y Salvador, emancipando a la parroquia, que se convirtió en un pueblo. En 1895 las líneas telegráficas ya han cruzado el pueblo, y en 1906 abrió la primera red de telefonía.
El 1 de junio de 1910 recibió al primer tren, que une a la región con la capital del estado. En 1913 se instaló el alumbrado eléctrico. Varios ciclos han marcado la evolución de la ciudad a lo largo de este siglo. En sus primeras décadas el modelo económico de subsistencia predominó. El comercio se vio favorecido por el ferrocarril y la red de Galería creada por los alemanes, pero pronto los italianos fueron capaces de crear sus propios canales de comercialización para sus productos, generando un importante capital que permitió la industrialización en el futuro en una escala más grande. Caxias do Sul se convirtió en un importante centro comercial a través de la fabricación industrial de los vinos, la manteca y la harina, tenía a Porto Alegre como punto de distribución principal. Los pioneros como Antonio Pierucinni y Abramo Eberle se destacaron, respectivamente, como los comerciantes de vino y productos metalúrgicos, comenzando la comercialización con São Paulo. La Asociación de Comerciantes, fundada en 1901, jugó un papel de enorme importancia en toda la región y se ha convertido en una fuerza social importante después de la independencia y el Concejo Municipal Caxiense. Se mantuvo un estricto control sobre el comercio, teniendo gran influencia con los poderes fácticos, interviniendo benéficamente en las crisis económicas y los problemas de infraestructura local, y el trabajo en el campo de la asistencia social. La Asociación, a pesar de algunas crisis internas y desacuerdos con las autoridades, los llevó a todos los temas de una manera u otra se refería a los intereses de las clases productoras, incluso cuando éstos eran puramente temas agrícolas, ya que todas las actividades productivas en esta fase fluyeron en el comercio.
Mientras tanto, la cultura local, aunque todavía muy vinculada al modelo de organización familiar tradicional, con sus raíces rurales, y su estrecha relación con la Iglesia católica, iniciaba un proceso de refinamiento y de la secularización, mientras que, con el fin de la fase de asentamiento de inmigrantes, apareció una élite urbana que adquirió más información, era más cortés y podía dedicar más tiempo al ocio y a la cultura en padrones menos folclóricos y más cosmopolitas, hecho que también benefició a la población en general. Surgieron clubes sociales que ofrecían programación recreativa y cultural, tales como el Clube Juvenil o el Recreion de Juventude y clubes deportivos no profesionales, como Esporte Clube Juventude, y SER de Caxias. La educación pública comenzó a estructurarse en 1917 cuando se creó la primera biblioteca municipal. Los primeros teatros y cines, tales como el Cine Juventude, el Cine Teatro Apolo y el Centro de Cine, llevaban la producción cinematográfica de la época a Caxias, dando espacio para las compañías de teatro ambulantes y aficionados locales, e incluso grupos de ópera. También es importante mencionar la creación del Centro de la Cultura en 1937 Menezes Tobias Barreto fundado por Percy Vargas de Abreu e Lima, importante personalidad intelectual de la ciudad, ofreciendo cursos gratuitos de humanidades y ciencias abiertos a toda la población, desarrollando también otras actividades culturales, y fue un foco de la discusión política, sobre la base de las ideas socialistas de su fundador. La actual Casa de Cultura de la ciudad lleva su nombre.

### Construcción de la identidad y la crisis social

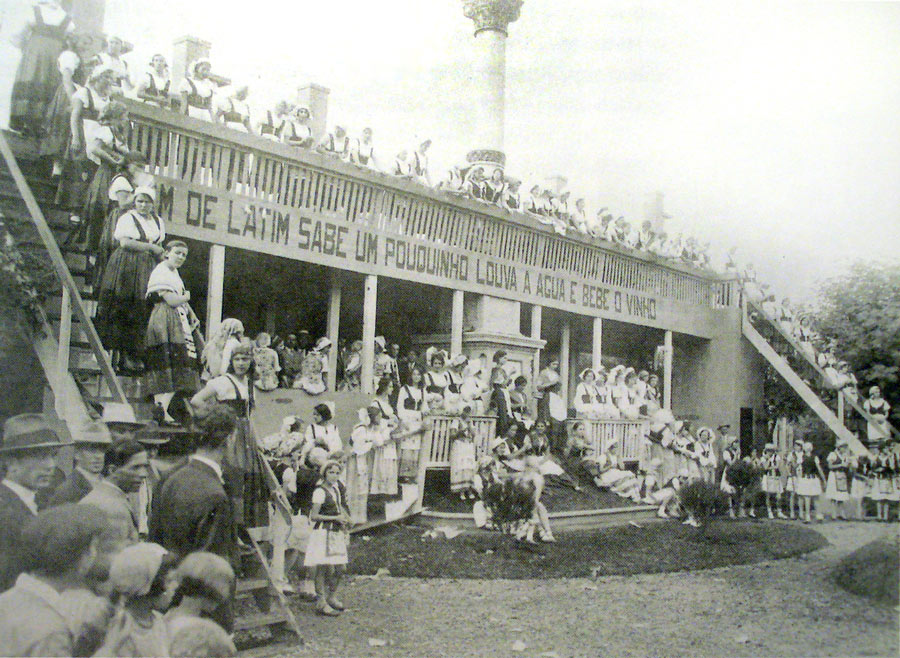
Salas de exposiciones de la Fiesta de la Uva, en Caxias do Sul

En 1925 se celebró el quincuagésimo aniversario de la Inmigración italiana en Brasil, un periodo que fue muy propicio para iniciar una consagración pública de los éxitos ya logrados y consolidados, principalmente con el objetivo de integrar a las élites coloniales en la visión histórica del estado, hasta entonces dominados por la Pastoral de las representaciones los propietarios de tierras de los descendientes portugueses. En este contexto, la Fiesta de la Uva es ahora el mayor evento en la ciudad secular, que une la glorificación de la obra de los italianos con las posibilidades de la celebración como un foro económico importante. Como ya ha dicho Ribeiro Cleodes,

«Si el ritual de la liturgia de la Fiesta de la Uva sirvió para proclamar la identidad de los celebrantes, exhibir el resultado del trabajo desarrollado durante más de medio siglo y reivindicar la condición de los brasileños, sus características definitorias fueron explicitadas por el vocabulario simbólico utilizado en el ritual. Los discursos, la exposición y distribución de las uvas, la procesión triunfal, las tendeiras en sus disfraces, canciones, fiestas, el Congreso y las banderas alineadas en las calles, todo eso reflejó el esfuerzo de los oferentes de la fiesta en el proceso de auto-representación.»

Al mismo tiempo, en la Italia fascista, surgió el interés por reconstruir la historia de los inmigrantes interpretándolo como una contribución poderosa a la civilización de la raza latina en el Nuevo Mundo, e instando a los italianos aquí para defender y sentirse orgullosos de su origen étnico. Benito Mussolini, en el prólogo del álbum conmemorativo de Cinquantenario della Colonizzazione Italiana nello Stato del Río Grande del Sud, declaró lo siguiente:

«En el noble orgullo que eleva sus almas, mientras te detenéis para contemplar el resultado de la larga y tenaz fatiga, veo el signo del noble linaje que imprimió una huella imperecedera en la historia de los pueblos.»

Esta posición patriótica y racista, no estuvo exenta de manipulación extranjera, pero fue suprimida por el gobierno de Getúlio Vargas, que adoptó una línea nacionalista de desarrollo, pasando a reducir la autonomía del Estado y las peculiaridades regionales, el llamado "quiste social" que se habían formado "imprudentemente" en diversas regiones, incluidos en el sur de Brasil. En este punto, la auto-imagen demasiado optimista y confiada construida por los italianos comenzó a ser criticada, y en vez de ser considerados como colaboradores en el proceso de crecimiento de la población brasileña los inmigrantes pasaron a ser vistos como potenciales enemigos de la patria. Este proceso llegó a su culminación con la entrada de Brasil en la Segunda Guerra Mundial junto a los aliados contra los países del Eje, causando una ruptura de los lazos profundos entre Italia y Brasil, con graves consecuencias para la región de la inmigración. Entre 1941 y 1944 se dieron manifestaciones populares anti-italianos organizadas por la Liga de defensa nacional, que trataron de suprimir los signos que identificaban la etnia extranjera, creando una atmósfera de terror en varios actos públicos de agresión. Al mismo tiempo, se les prohibió a los italianos y sus descendientes hablar en su dialecto, formando en su alrededor una especie de muro de silencio, ya que muchosno podían expresarse en portugués. Su turno comenzaba a depender de la concesión de salvoconductos, que afecte gravemente su interacción en todos los niveles con los brasileños. Dicha represión llevó a un esfuerzo de auto-censura por parte de los italianos sobre sí mismos y sus descendientes, desalentando el cultivo de la memoria hasta de sus casas y cortando a partir de 1938 la celebración de la Fiesta de la Uva. El mismo tratamiento que los que sufren, en menor medida, de otros orígenes étnicos eran extranjeros.

### La reconciliación y la reanudación del crecimiento

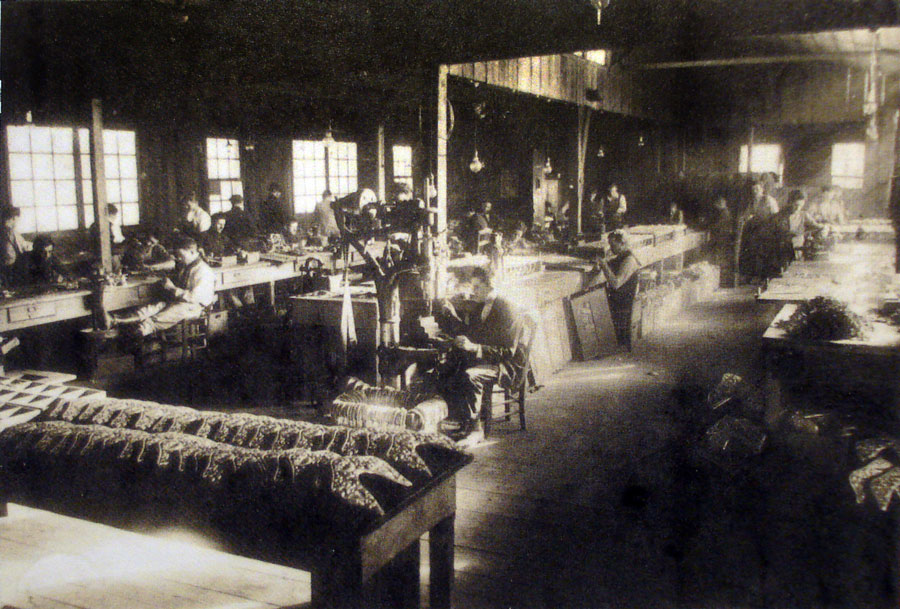
Las instalaciones de Metalúrgica Abramo Eberle en la década de 1950.

En la reanudación de la Fiesta de la Uva, en 1950, coincidiendo con la celebración de los 75 años de la inmigración en un espíritu de reconciliación, los inmigrantes comenzaron a ser llamados "pioneros", lo que indica un cambio en la identidad que se construye, con implicaciones para la apertura progresiva Desciende en los no italianos, ya que se considera como socios en todo el proceso de civilización. Otro evento de gran significado simbólico fue la construcción del Monumento a los Inmigrantes, inaugurado en 1954 y más tarde se transformó en un monumento nacional.
El desarrollo económico de la ciudad durante el siglo XX siguió un patrón similar a la de Brasil, el uso de técnicas y maquinaria desarrollados en los países industrializados y su adaptación a las condiciones locales. En la segunda mitad de las grandes empresas tenían sucursales en Porto Alegre y la ciudad ya había desarrollado un comercio importante de productos de cerdo, productos lácteos, la harina, la madera y la industria del vino. La industria de los metales también estaba creciendo, tomando primero el trabajo artesanal de herreros, cerrajeros y fontaneros, pero alrededor de la década de 1950 adquirió el perfil de las industrias modernas, en especial con el capital derivado del ahorro y la expansión de sus propias instalaciones. Una brecha en el desarrollo económico era la formación de profundos lazos de confianza mutua en la comunidad, el capital social llamada, permitiendo a la organización de la economía en bases más sólidas, la aceleración del ciclo económico y obtener resultados más significativos. La rápida diversificación de la economía también se debe a la progresiva urbanización y el fracaso del sistema colonial de la parcela de la familia. La posterior fragmentación de las propiedades rurales entre múltiples herederos les hizo capaces de proveer a sus familias, por lo general grandes, lo que lleva al éxodo rural y convertir gran parte de los agricultores en los viejos trabajadores de la industria y el comercio.
Así como la primera mitad del siglo XX representó una mayor apertura e integración de la ciudad en el contexto estatal y nacional, la segunda mitad se presenta como una fase de apertura hacia el mundo, una integración caracterizada por el cambio en su perfil productivo, político y cultural, se da el inicio de su penetración en el mercado exterior y la consolidación de su posición como una de las economías más grandes de Brasil. La ciudad creció rápidamente en este periodo, pasando de una población de 54.000 en 1950 a 180.000 en 1975 y alrededor de 360.000 personas en 2000, trayendo consigo todos los problemas sociales, culturales, económicos y ambientales típicos de las ciudades brasileñas con gran velocidad de expansión. El dinamismo industrial de la ciudad se intensificó a partir de la década de 1970, sobre la base de la diversidad de proyectos que van desde equipos de transporte (el más importante) a los muebles, a la alimentación, metal, ropa, calzado y tela, por lo que es la segunda área en importancia económica en el estado, atrayendo a personas de otras regiones de Rio Grande do Sul, e incluso otros estados. En los últimos años la economía local muestra un drástico cambio de énfasis asumiendo gran importancia el sector terciario y creciendo la informatización y automatización en el negocio, la infraestructura, la preocupación por el medio ambiente y la apertura de nuevos empleos y los mercados internacionales en varios frentes.
En 1994 creó la aglomeración urbana del nordeste de Río Grande del Sur, la segunda área urbana más grande de Río Grande del Sur, destacando la concentración de la población y el dinamismo de su estructura económica. La fragmentación de la antigua colonia nacieron hoy Caxias municipios Flores da Cunha, Farringdon y San Marcos. La ciudad también es conocida como la Perla de las Colonias.

## Geografía
Caxias do Sul es un municipio en el estado de Río grande do sul, Brasil. Se encuentra a una longitud de 51º 10'06" oeste y una latitud de 29º 10'05" Sur. Pertenece a la Región de Mesorregión del Nordeste Río-Grandense y la Microrregión de Caxias do Sul Según la Fundación de Economía y Estadística tiene una superficie de 1643,9 kilómetros2, 1.638,34 kilómetros 2 según datos del Ayuntamiento, o de 1.644 km², el segundo o FEE. Está a 127km de la capital del estado, Porto Alegre y 1.900km de Brasilia, la capital federal. Limita con los municipios de San Marcos, Campestre da Serra y Monte Alegre dos Campos, en el norte, Vale Real, Nova Petrópolis, Gramado y Canela al sur, São Francisco de Paula al este, Flores da Cunha y Farroupilha al oeste.

### Relieve e hidrografía

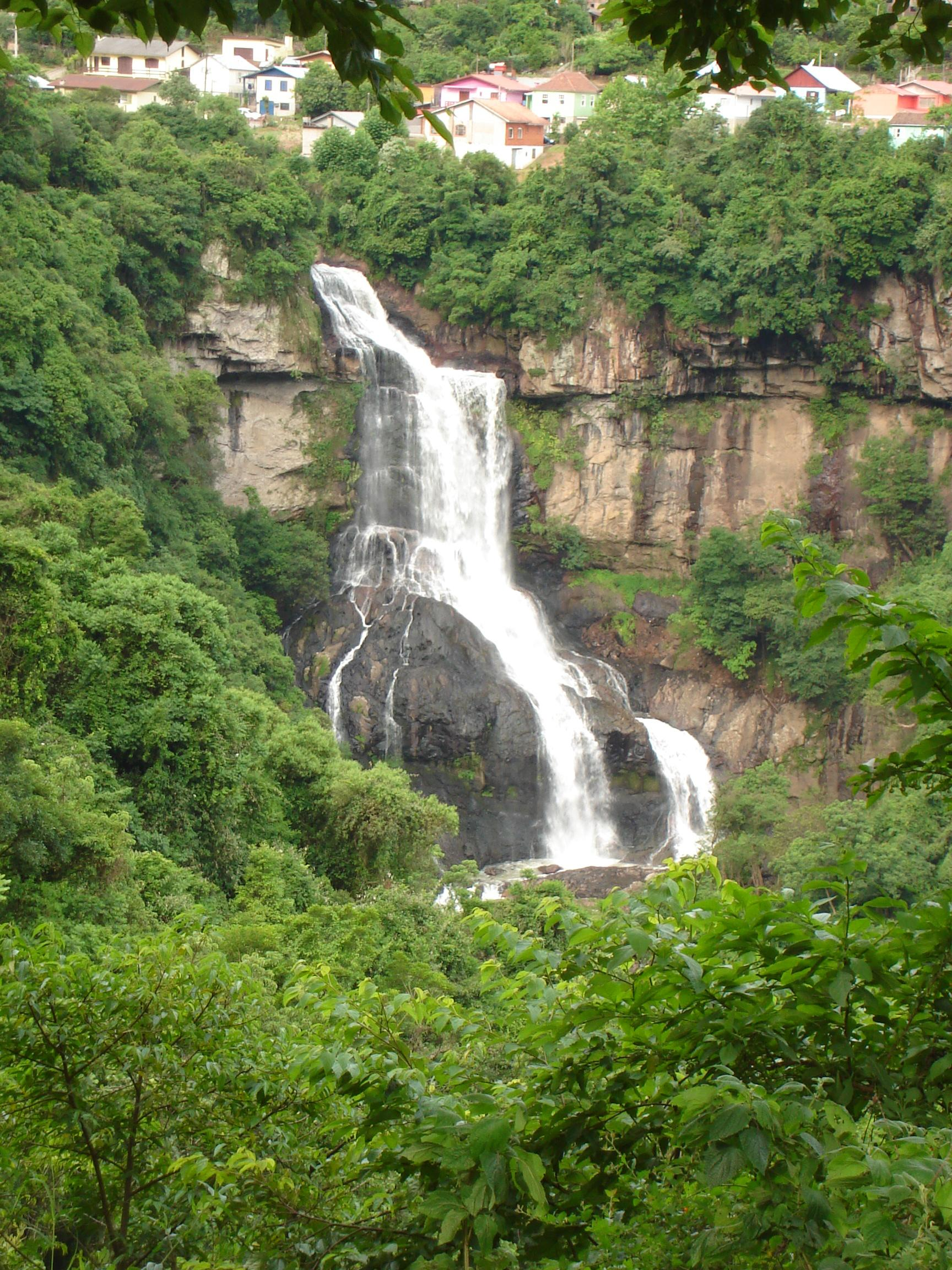
Cascada Velo de la Novia, el Pine Creek en Galópolis

Está situado en la región fisiográfica de Río Grande do Sul llamada Encosta Superior do Nordeste, parte de la sierra del mar, el núcleo urbano de la ciudad original fue construida en una extensión en forma de península de meseta de vacaria, un antiguo derrame basáltico, en una base de granito, cuya topografía es una pendiente continua, pero sin problemas, desde la frontera del estado de Santa Catarina, con una pendiente media de unos 2m/km. Caxias do Sul está ubicado en una divisoria de aguas entre 740 y 820m de altitud, donde el vacariense meseta de un accidente y comienza a fragmentarse en varios valles cortadas por pequeños ríos y arroyos que se dirigen al sur y al oeste afluentes de Tacuarí, que van hacia el sur y sureste, afluentes de Río Caí, y que drenan hacia el norte, afluentes del Río das Antas, Río Pelotas y Río São Marcos. Los lechos de los ríos principales de la ciudad son la corriente Maestra (norte-noreste), el flujo de Biondo (noreste), el flujo de Caravaggio (suroeste) y el arroyo del pino (sur). Esta red de valles tiene extensos campos interválicos que van desde 50 a 60km de ancho. Hacia el sur, sin embargo, una sucesión de valles y relativamente pequeño ramificada, con pequeños intervalos que van de 4 a 5 km de ancho. Las áreas interfluviales de los valles del sur se encuentran, en general, casi al mismo tiempo la meseta de Caxias, que oscila entre 670 y 790 m de altura, mientras que el fondo de los barrancos, donde afloramiento de arenisca roja, por lo general menos de 200 m de altitud. las características principales de agua de la ciudad son embalses artificiales construidos para abastecer a la población, incluyendo la presa de Maestra (5,4 millones de m³), la presa de Dal Bo (1.770.000 m³) y Faxinal Dam (32 millones de m³).

### Medio ambiente

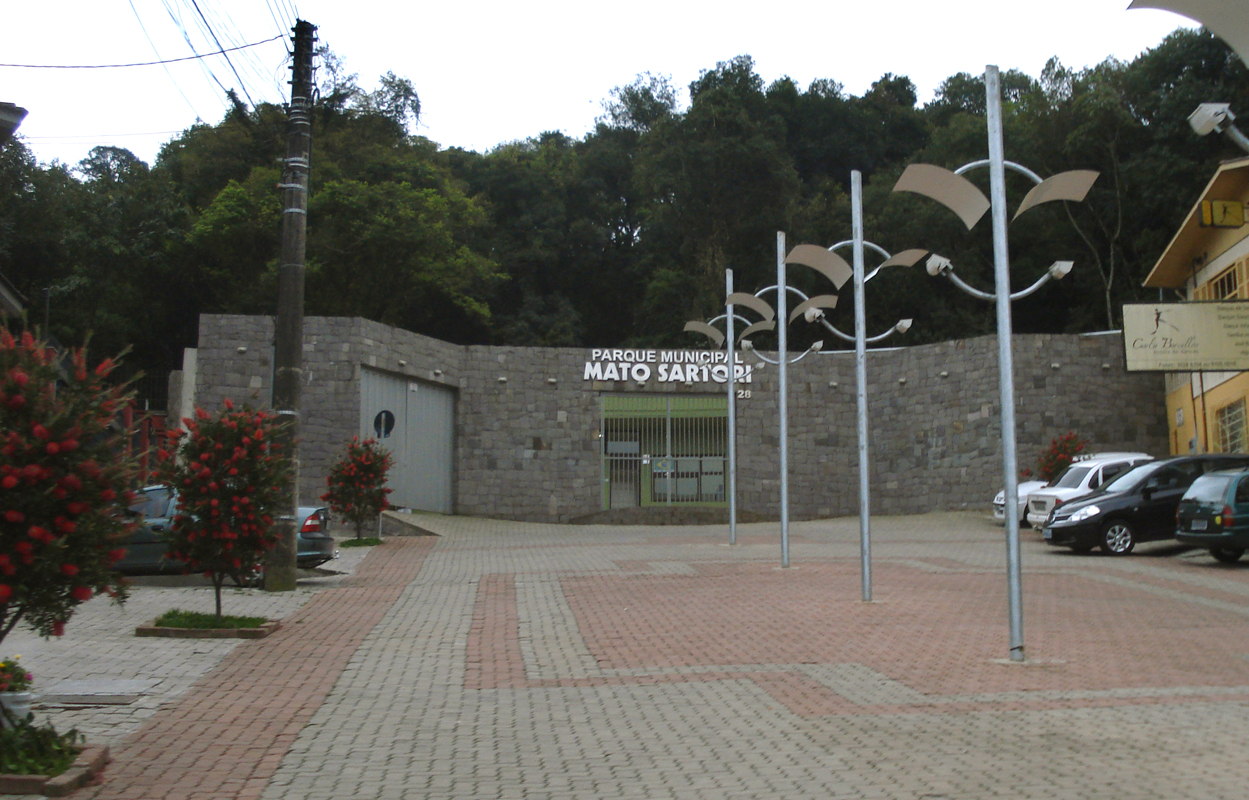
Entrada al Parque Municipal Mato Sartori.

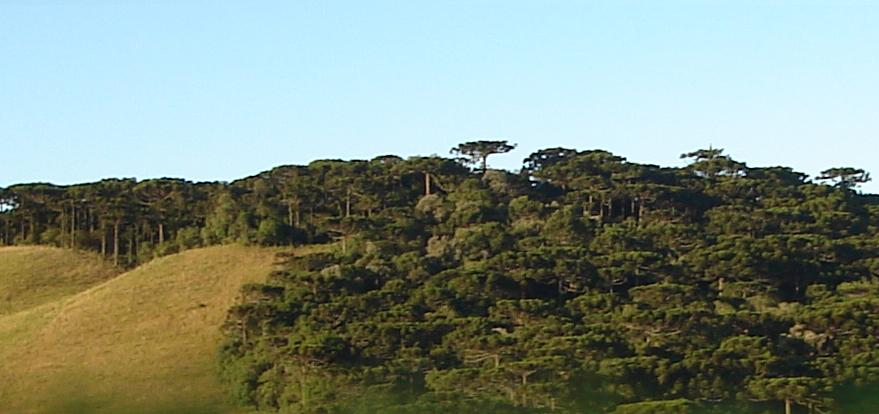
Mata de araucária en el interior de Caxias do Sul

La ciudad de Caxias do Sul está ubicado dentro del bioma de la mata atlántica, con una vegetación predominante de Bosques de Araucaria, conocida como Araucaria angustifolia. Hacia el este, norte y noreste se fusiona con las zonas forestales de vegetación de los Campos de Cima da Serra, que se producen en suelos poco profundos. El paisaje está muy deteriorado debido a la gestión agrícola y la expansión industrial de la zona urbana, con gran reducción en la presencia de Araucaria. El alivio de la menos accidentada, son parches más extensos de los campos y, a diferencia de los más dinámicos son las formas de relieve, son bosques más densos y continuos de Araucaria, en especial en las cabeceras de los valles principales. Las zonas bajas de los valles se cubren de un bosque de bosques de transición de las laderas, con una mayor diversidad botánica, que se define como Mata da Figueira. Los suelos, creados en la cubierta de basalto, son en general muy fértiles.
La ciudad cuenta con un puesto de IBAMA. El Ayuntamiento aplica y hace cumplir la legislación ambiental extenso creado por la Ciudad y mantiene un Departamento de Medio Ambiente, responsable de las acciones de conservación y manejo de recursos naturales. Entre sus actividades se cuentan programas de educación ambiental, tales como plantar un árbol, la repoblación de la Araucaria, la Conferencia sobre el Medio Ambiente, el Calendario Ecológico, los Juegos Olímpicos de Medio Ambiente, la Semana del Medio Ambiente y otros. La ciudad tiene un promedio de 17.32 metros cuadrados de área verde por habitante, con 46 plazas y varios otros espacios verdes y áreas de preservación, como el pequeño Sartori Mato, cerca del centro, las 186 hectáreas que rodean la cuenca del la adopción de Caxias do Sul, en el distrito de Souza agrícola, la mayor área de preservación ambiental para la extracción de agua del Atlántico, y el Rincón de vertido de las Flores, que tiene la mayor parte de su área de 275,8 hectáreas destinadas a mantener. Varios parques tienen áreas de flora nativa y las áreas urbanizadas con equipamiento para actividades deportivas y recreativas, incluido el Parque de los monos, el Parque del Cincuentenario y el Parque de la Dra. Celeste Gobatto. También hay un jardín botánico de 50 hectáreas, la preservación de la flora local, al mismo tiempo que proporciona, mediante la recopilación y reproducción, la recuperación de áreas degradadas.

### Clima

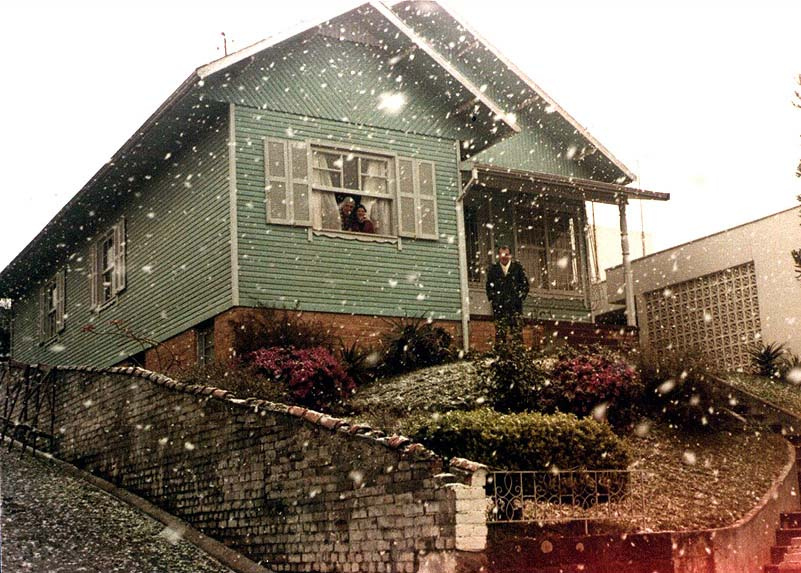
Nevada en 1975

El clima de Caxias do Sul es templado (Cfb), con veranos frescos e inviernos relativamente fríos con frecuentes heladas. Puede llegar a nevar en los meses más fríos, pero generalmente de poca intensidad, aunque ya se han registrado precipitaciones relativamente grandes. La temperatura media anual del municipio es de 16,5 °C. Los meses más calientes son enero y febrero, con un promedio de 21 °C, mientras que los más fríos son junio y julio con un promedio de 12 °C. El promedio anual de precipitaciones es de 1.915 mm, las que son distribuidas regularmente a lo largo del año. El mes más lluvioso es marzo con un promedio de 206 mm, el menos lluvioso es mayo con una media de 109 mm. Las precipitaciones acumuladas alcanzaron los 105 mm en 12 horas. Ocasionalmente ocurren episodios de vientos fuertes, con ráfagas superiores a los 100 km/h. En el 2009 se registró el paso de un tornado.
Según datos de la Fundação Estadual de Pesquisa Agropecuária (Fepagro) y del Instituto Nacional de Meteorología (INMET), desde 1960 la temperatura mínima en Caxias do Sul fue de -3,0 °C, el 14 de julio de 2000, mientras que la máxima fue de 34,6 °C observada el 6 de enero de 1963 y el 26 de enero de 1964. La mayor cantidad de lluvia acumulada fue de 168 mm el 18 de junio de 1962.
| Parámetros climáticos promedio de Caxias do Sul | Parámetros climáticos promedio de Caxias do Sul | Parámetros climáticos promedio de Caxias do Sul | Parámetros climáticos promedio de Caxias do Sul | Parámetros climáticos promedio de Caxias do Sul | Parámetros climáticos promedio de Caxias do Sul | Parámetros climáticos promedio de Caxias do Sul | Parámetros climáticos promedio de Caxias do Sul | Parámetros climáticos promedio de Caxias do Sul | Parámetros climáticos promedio de Caxias do Sul | Parámetros climáticos promedio de Caxias do Sul | Parámetros climáticos promedio de Caxias do Sul | Parámetros climáticos promedio de Caxias do Sul | Parámetros climáticos promedio de Caxias do Sul |
| Mes                                             | Ene.                                            | Feb.                                            | Mar.                                            | Abr.                                            | May.                                            | Jun.                                            | Jul.                                            | Ago.                                            | Sep.                                            | Oct.                                            | Nov.                                            | Dic.                                            | Anual                                           |
| ----------------------------------------------- | ----------------------------------------------- | ----------------------------------------------- | ----------------------------------------------- | ----------------------------------------------- | ----------------------------------------------- | ----------------------------------------------- | ----------------------------------------------- | ----------------------------------------------- | ----------------------------------------------- | ----------------------------------------------- | ----------------------------------------------- | ----------------------------------------------- | ----------------------------------------------- |
| Temp. máx. abs. (°C)                            | 34.6                                            | 33.6                                            | 32.3                                            | 30.4                                            | 26.8                                            | 25.8                                            | 26.6                                            | 29.6                                            | 31.2                                            | 30.6                                            | 33.9                                            | 34.3                                            | 34.6                                            |
| Temp. máx. media (°C)                           | 26.6                                            | 26.4                                            | 24.6                                            | 21.7                                            | 18.9                                            | 16.9                                            | 17.3                                            | 18.1                                            | 19.7                                            | 21.6                                            | 23.7                                            | 25.7                                            | 21.8                                            |
| Temp. media (°C)                                | 20.6                                            | 20.6                                            | 19.1                                            | 16.2                                            | 14.3                                            | 12.1                                            | 12.3                                            | 12.7                                            | 14.4                                            | 15.8                                            | 17.8                                            | 19.6                                            | 16.3                                            |
| Temp. mín. media (°C)                           | 16.7                                            | 17.0                                            | 15.7                                            | 12.6                                            | 10.6                                            | 8.8                                             | 8.7                                             | 9.2                                             | 10.4                                            | 11.8                                            | 13.7                                            | 15.4                                            | 12.6                                            |
| Temp. mín. abs. (°C)                            | 5.1                                             | 7.4                                             | 5.2                                             | 1.5                                             | -1.6                                            | -2.2                                            | -3.0                                            | -2.3                                            | -1.6                                            | 0.1                                             | 1.0                                             | 5.7                                             | -3.0                                            |
| Precipitación total (mm)                        | 164.4                                           | 146.9                                           | 161.2                                           | 100.2                                           | 122.8                                           | 139.8                                           | 163.5                                           | 185.4                                           | 178.6                                           | 169.6                                           | 122.6                                           | 168.1                                           | 1823.1                                          |
| Días de precipitaciones (≥ 1.0 mm)              | 13                                              | 11                                              | 10                                              | 8                                               | 9                                               | 9                                               | 10                                              | 11                                              | 12                                              | 11                                              | 10                                              | 10                                              | 124                                             |
| Horas de sol                                    | 208.3                                           | 185.8                                           | 183.9                                           | 185.1                                           | 165.6                                           | 146.6                                           | 154.2                                           | 141.9                                           | 142.3                                           | 180.9                                           | 199.7                                           | 212.1                                           | 2106.4                                          |
| Humedad relativa (%)                            | 77                                              | 79                                              | 82                                              | 81                                              | 80                                              | 80                                              | 78                                              | 78                                              | 77                                              | 78                                              | 75                                              | 76                                              | 78.4                                            |
| Fuente: INMET                                   |                                                 |                                                 |                                                 |                                                 |                                                 |                                                 |                                                 |                                                 |                                                 |                                                 |                                                 |                                                 |                                                 |

## Demografía
El municipio es un polo de atracción migratoria en la región, y posee el 40% de la población de la Aglomeración Urbana del Nordeste de Rio Grande do Sul (AUNe), con tasas de crecimiento entre 25 y 30% por década. La AUNe está compuesta por los municipios de Bento Gonçalves, Carlos Barbosa, Caxias do Sul, Farroupilha, Flores da Cunha, Garibaldi, Monte Belo do Sur, Nova Pádua, Santa Tereza y São Marcos. Formando un aglomerado que en 2010 tenía una población de 716.421 habitantes.
En 2009 la población total del municipio era de 413.890 habitantes, con una densidad demográfica de 251,8 hab/km². La expectativa de vida al nacer en 2000 era de 74,11 años, el Índice de Mortalidad Infantil en 2007 era de 9,04 por cada mil nacidos vivos. En 2000 la tasa de urbanización era de 92,5%. Un 25,18% de la población era menor de 15 años, 69,16% tenía entre 15 y 64 años, y el resto estaba por encima de los 65 años. El 97,9% tenían acceso a refrigerador, 97,3% a televisión, 59,9% a teléfono y 17,7% a computadora. El Índice de Desarrollo Humano era de 0,857, haciendo que la ciudad ocupara aa 12.ª posición entre los municipios brasileños y a 4.ª posición a nivel estatal.
A partir de octubre del 2017, una ley confirma al dialecto veneto-italiano Talian como idioma cooficial del municipio.

## Economía
El PBI municipal está estimado en 9.8 billones de reales, cerca de 4.9 billones de dólares. El sector agropecuario responde solamente al 1.70% del Valor Agregado Bruto, siendo que la industria tiene el 40.79% y los servicios el 57.51%. En 2007 había 30.068 empresas de todas las categorías económicas en actividad. En 2005 la ciudad tenía una Población Económicamente Activa (PEA) de cerca de 150.000 trabajadores, pero de estos solamente un 55% estaban en el mercado formalmente.
En 2005 la ciudad alcanzó por sexto año consecutivo el mayor índice de desarrollo socioeconómico del estado, con un índice de 0.844. En los últimos años la economía del municipio viene demostrando un muy buen desempeño, siendo que entre enero y julio de 2010 se crearon 10.779 nuevos empleos, batiendo un récord nacional.

## Deportes
Hay una significativa actividad deportiva en la ciudad, con algunos equipos de larga tradición. En el fútbol se destacan la Sociedade Esportiva e Recreativa Caxias do Sul, cuya sede es el Estadio Francisco Stédile, este equipo ya salió campeón estatal en 2000. El otro gran equipo de la ciudad es el Esporte Clube Juventude, cuyo estadio es el Alfredo Jaconi y posee la tercera mayor hinchada del estado. Actualmente este equipo está en la Serie A , Resultó campeón gaucho en 1998 y ganó la Copa de Brasil en 1999. En el baloncesto el equipo de Caxias do Sul Basquete ya ganó el campeonato estatal y participa de la Copa Brasil.

## Idiomas minoritarios
Fuera del idioma portugués nacional también es hablado el talian, un dialecto del idioma véneto . Básicamente el Talian es Véneto pero con influencias portuguesas; es únicamente hablado en el sur de Brasil.